# Fados 67
Fados 67 é o álbum de Amália Rodrigues, gravado no ano de 1967. Mais tarde chegou a ser reeditado em Portugal com o título "Maldição" (nome do tema de abertura). Internacionalmente foi editado com os nomes "Fados", "Tudo Isto É Fado" ou "Fado Português".
Os acompanhadores foram Raul Nery, Fontes Rocha (guitarra portuguesa), Carlos Mota (viola) e Joel Pina (viola baixo).
Tal como era habitual na épocas os temas foram lançados em vários Ep's. Um primeiro com os temas "A Júlia Florista", "Rua Sombria", "Tudo Isto É Fado" e "Carmencita" (SLEM 2271). Um segundo com os temas "A1 Não É Tarde", "Fria Claridade", "Meu Nome Sabe-Me A Areia" e "Olhos Fechados"(SLEM 2285). E ainda outro com os temas "Pedro Gaiteiro", "Fado Das Tamanquinhas", "Um Fado Nasce" e "Maldição" (SLEM 2286).
Apenas um dos temas do álbum, "Pedro Gaiteiro", tem música de Alain Oulman que tinha sido o principal colaborador nos álbuns "Busto" (1962) e "Fado Português" (1965) e retomaria em "Com Que Voz" (1970). 
Em Dezembro de 2017 foi lançada uma edição comemorativa dos 50 anos deste disco que teve coordenação de Frederico Santiago. Para Santiago "É um disco de ‘fado puro e duro’, que foi gravado nos anos de máximo esplendor vocal da Amália, entre 1966 e 1968″.

## Alinhamento
- Maldição (Armando Vieira Pinto – Joaquim Campos)
- Pedro Gaiteiro (António Feliciano de Castilho - Alain Oulman)
- Primavera (David Mourão-Ferreira – Fados Tradicionais)
- Não É Tarde (Leonel Neves - António Mestre)
- Fria Claridade (Pedro Homem de Mello - José Marques do Amaral)
- A Júlia Florista (Joaquim Pimentel - Leonel Vilar)
- Meu Nome Sabe-me A Areia (Vasco Lima Couto - Alfredo Duarte)
- Um Fado Nasce (Alberto Janes)
- Olhos Fechados (Pedro Homem de Mello - Armando Goes)
- Carmencita (Frederico de Brito - Pedro Rodrigues)
- Fado Das Tamanquinhas (Linhares Barbosa / Carlos Neves)
- Há Festa na Mouraria (Gabriel de Oliveira / Alfredo Duarte "Marceneiro")

## Posições
| Paradas (1967)                 | Posições |
| ------------------------------ | -------- |
| Portugal - AFP                 | 1        |
| França - SNEP                  | 6        |
| Estados Unidos - Billboard 200 | 197      |

| País / Certificadora | Certificação | Vendas  |
| -------------------- | ------------ | ------- |
| Portugal AFP         | 2× Platina   | 100.000 |
| França SNEP          | Ouro         | 100.000 |
| Espanha PROMUSICAE   | Ouro         | 50.000  |